# Albert Cristòfol de Dohna-Leistenau
Albert Cristòfol de Dohna-Leistenau (en alemany Albrecht Christoph zu Dohna-Leistenau) va néixer a Berlín el 23 de setembre de 1698 i va morir a la mateixa ciutat alemanya el 13 de maig de 1752. Era fill d'Alexandre de Dohna-Schlobitten (1661-1728) i d'Amàlia de Dohna-Carwinden (1661-1724).

## Matrimoni i fills
Es va casar en primer lloc amb Amàlia Elisabet de Lippe-Detmold, amb qui va tenir un fill: Frederic Alexandre de Dohna-Leistenau. Es casà en segones núpcies amb Dorotea Sofia de Solms-Braunfels (1699-1733), filla de Guillem Maurici de Solms-Braunfels (1651-1720) i de Magdalena Sofia de Hessen-Homburg (1660-1720). I finalment, el 17 d'agost de 1736 es va casar a Königsberg amb Sofia Enriqueta de Schleswig-Holstein-Sonderburg-Beck (1698-1768), filla del duc Frederic Lluís (1653-1728) i de Lluïsa Carlota de Schleswig-Holstein-Sonderburg-Augustenburg (1658-1740). D'aquest tercer matrimoni en nasqué:
- Frederica de Dohna-Leistenau (1738-1786), casada primer amb el seu cosí Carles Anton de Schleswig-Holstein-Sonderburg-Beck (1727-1759) i després amb Frederic Detlev de Moltke.